# Lubniczka
Lubniczka – wieś w Polsce położona w województwie wielkopolskim, w powiecie złotowskim, w gminie Okonek.
W latach 1975–1998 miejscowość administracyjnie należała do województwa pilskiego.
W 2011 roku wieś liczyła 201 mieszkańców